# Eugenio Mirafuentes
Mirafuentes  Reséndez est un nom espagnol. Le premier nom de famille, en général paternel, est Mirafuentes ; le second, en général maternel, souvent omis, est Reséndez.
Eugenio Mirafuentes Reséndez, né le 27 décembre 1999 à Monterrey, est un coureur cycliste mexicain.

## Biographie
En 2017, Eugenio Mirafuentes se distingue lors d’épreuves de la Coupe des Nations Juniors. Meilleur grimpeur du Trophée Centre Morbihan, il participe ensuite au Tour du Pays de Vaud, où il se classe 4e et 8e d'étapes, en montagne.  
En 2018, il devient champion du Mexique de scratch sur piste. En 2019, il rejoint l'équipe continentale canadienne DCBank, en compagnie de son frère jumeau Emiliano.

## Palmarès sur route
- 2016
  - Circuito Cántabro Junior
- 2018
  - 3e du Circuit d'Escalante

## Palmarès sur piste
- 2018
  -  Champion du Mexique de scratch